# Зелёный Рыцарь (персонаж)
Зелёный Ры́царь (англ. Green Knight) — персонаж из Артурианской поэмы неизвестного автора XIV века «Сэр Гавейн и Зелёный Рыцарь» и связанного с ней средневекового романа «The Greene Knight». Его настоящее имя в поэме раскрывается как Бертилак де Хаутдезерт («Bertilak de Hautdesert») (в некоторых переводах — альтернативное написание «Берсилак» («Bercilak») или «Бернлак» («Bernlak»)), при этом в романе «The Greene Knight» его называют «Бредбедл» («Bredbeddle»).
Также Зелёный Рыцарь фигурирует как один из величайших поборников Артура в фрагментарной балладе «Король Артур и Король Корнуолл», снова с именем «Бредбедл». В поэме «Сэр Гавейн и Зелёный Рыцарь» Берсилака превращает в Зелёного рыцаря Моргана Ле Фэй, известный противник Артура, для проверки его королевского двора. В «The Greene Knight» с той же целью его преображает другая женщина. В обоих сюжетах в качестве испытания он отправляет свою жену соблазнить Гавейна. Роман «Король Артур и Король Корнуолл» изображает Зелёного рыцаря как заклинателя и одного из самых могущественных рыцарей двора Артура.
В поэме «Сэр Гавейн и Зелёный Рыцарь» персонаж получил своё имя благодаря цвету кожи и одежды. С момента обнаружения поэмы значение его «зелёности» озадачивало литературных исследователей, которые по-разному её идентифицировали: как Зелёного Человека — растительное существо времён средневекового искусства; фигуру из кельтской мифологии; христианский символ; и даже как самого дьявола. Специалист по истории средних веков К. С. Льюис сказал, что персонаж был «таким же ярким и конкретным, как и любой литературный образ», а Дж. Р. Р. Толкин назвал его «самым сложным персонажем» в поэме. Основная роль Зелёного рыцаря в Артурианской литературе — судить и испытывать рыцарей, таким образом, он одновременно является ужасающим, дружелюбным и таинственным героем.

## Исторический контекст
Самое раннее появление персонажа произошло в аллитерационной поэме конца XIV века «Сэр Гавейн и Зелёный рыцарь», которая сохранилась только в одной рукописи, как и другие стихи автора, так называемого Жемчужного поэта. Этот поэт был современником Джефри Чосера, создателя Кентерберийских рассказов, хотя оба писали в разных частях Англии. Более позднее появление было обнаружено в поэме «The Greene Knight» — это рифмованный роман средневекового периода, который, вероятно, был создан ранее, чем сборник баллад Перси Фолио 17-го века с его единственной сохранившейся копией.
Другая работа, в которой фигурирует Зелёный Рыцарь — баллада «Король Артур и Король Корнуолл» — также сохранилась только в рукописи Перси Фолио.

## Роль в Артурианской литературе
В поэме «Сэр Гавейн и Зелёный рыцарь» персонаж предстает перед двором Артура во время рождественского праздника, держа ветвь падуба в одной руке и боевой топор в другой. Несмотря на отказ от войны, рыцарь бросает присутствующим вызов: он позволит одному человеку один раз ударить его топором, при условии, что сам нанесёт ответный удар в следующем году. Сначала вызов принимает Артур, но Гавейн занимает его место и обезглавливает Зелёного Рыцаря, который неожиданно для всех поднимает свою голову, прикрепляет к телу и договаривается с Гавейном о встрече в часовне в оговоренное время.
Следующее появление Зелёного рыцаря происходит после ряда событий. На пути к часовне Гавэйн гостит у Берсилака де Хаутдезерта, владельца большого замка, где тот подвергает его испытаниям. Берсилак посылает свою жену соблазнить Гавейна и договаривается с ним, что каждый раз, когда Берсилак добывает добычу на охоте или Гавейн получает какой-либо подарок в замке, они должны обменяться друг с другом добычей. Наконец, Гавейн отправляется в часовню, где наклоняется, чтобы получить удар от Зелёного рыцаря, только чтобы тот сделал два финта, а затем едва задел его на третьем. Звучит признание Зелёного рыцаря в том, что он — Берсилак, и что Моргана ле Фэй наделила его двойной личностью, дабы проверить его и Короля Артура.
В романе «The Greene Knight» рассказывается та же история, что и в поэме «Сэр Гавейн и Зелёный рыцарь», но с некоторыми отличиями. Зелёный рыцарь, которого здесь называют «Бредбедл» («Bredbeddle»), лишь носит зелёную одежду, но его кожа — обычного цвета. В стихотворении также говорится, что мать его жены (не Моргана в этой версии) попросила рыцаря обмануть Гавейна. Он соглашается, потому что знает, что его жена тайно влюблена в Гавейна, и надеется обмануть обоих. Гавейн не может принять от неё пояс, и цель Зелёного Рыцаря в некотором смысле выполнена. В конце он признает ловкость Гавейна и просит сопровождать его на суд Артура.
В произведении «Король Артур и Король Корнуолл» Зелёный Рыцарь вновь именуется как Бредбедл и изображается как один из рыцарей Артура. Он предлагает помочь Артуру в борьбе с таинственным эльфом (контролируемым магом Королем Корнуоллом), который проник в его комнату. Когда физические атаки терпят неудачу, Бредбедл использует священный текст, чтобы подчинить его. Благодаря этому тексту Зелёный Рыцарь в конечном итоге получает настолько большой контроль над эльфом, что убеждает его взять меч и отрубить голову его хозяина.

## Этимология
Имя «Бертилак» может происходить от bachlach, кельтского слова, означающего «churl» (то есть мошеннического, неуместно), или от «bresalak», означающего «спорный». Старофранцузское слово bertolais переводится как «Бертилак» в Артурианской сказке «Мерлин» из цикла «Ланселот-Грааль». В частности, префикс «Bert-» означает «яркий», а «-lak» может означать «озеро» или «играть, заниматься спортом, развлекаться и т. д.». «Hautdesert», вероятно, происходит от сочетания древне-французских и кельтских слов, означающих «Высокие Пустоши» или «Высокий Эрмитаж». Он также может иметь связь со словом desirete, означающим «лишенный наследства».

## Такие же или похожие персонажи

### Зелёный Рыцарь в других историях
Персонажи, похожие на Зелёного Рыцаря, появляются и в нескольких других произведениях, помимо поэмы «Сэр Гавейн и Зелёный рыцарь». Например, в романе Томаса Мэлори «Смерть Артура» брат Гавейна Гарет побеждает четырёх братьев в доспехах разного цвета, в том числе некоего «Grene Knyght», сэра Партолопа. Те трое, которые переживают эту встречу, в конце концов присоединяются к круглому столу и появляются в тексте ещё несколько раз. Некий Зелёный рыцарь также фигурирует в рассказах Саладина, где автор описывает его как сицилийского воина в щите из зелени в геральдике и шлеме, украшенном оленьими рогами. Саладин пытается сделать его частью своей личной охраны. Точно так же персонаж с именем «Шевалье Верт» возникает в хронике Эрноула во время воспоминаний о событиях, последовавших за взятием Иерусалима в 1187 году; здесь он идентифицируется как испанский рыцарь, который получил это прозвище от мусульман из-за его эксцентричного одеяния.
Некоторые исследователи рассматривали связь героя с исламскими сказками. Фигура Аль-Хидра (по-арабски: الرر) в Коране называется «зелёным человеком», то есть единственным человеком, выпившим воду жизни, которая в некоторых версиях истории делает его зелёным. Он трижды испытывает Моисея, совершая, казалось бы, злые поступки, которые в конце концов оказываются благородными и предотвращают большее зло или открывают великие блага. И Артурианский Зелёный Рыцарь, и Аль-Хидр служат учителями для святых людей (Гавейн / Моисей), которые трижды испытывали их веру и послушание. Существует предположение, что Зелёный Рыцарь может быть литературным потомком Аль-Хидра, привезённым в Европу вместе с крестоносцами и смешанным с кельтскими и Артурианскими образами.

### Похожие персонажи
Игра в обезглавливание фигурирует в ряде сказок, самой ранней из которых является ирландская легенда «Пир Брикрена». Вызов в этой истории бросает Fear («Страх»), bachlach (churl); он идентифицируется как Cú Roí (сверхчеловек, король Мюнстера в Ольстерском цикле ирландской мифологии) в маскировке. Этот персонаж (также, как Зелёный рыцарь в поэме «Сэр Гавейн и Зелёный рыцарь») делает три ложных удара в сторону антагониста (с именем Cú Chulainn), а затем отпускает его. В ирландской версии плащ персонажа описывается как glas, что означает Зелёный. Во французском произведении «Жизнь Карадока», так называемом «первом продолжении» рыцарского романа «Персеваль, или Повесть о Граале» Кретьена де Труа, описывается ещё один похожий вызов. В этой истории заметная разница заключается в том, что претендент Карадока — это его переодетый отец, пришедший проверить его честь. Французские романсы «La Mule sans Frein» и «Hunbaut», а также германская эпическая поэма «Diu Crone» также показывают Гавейна в ситуациях обезглавливания. «Hunbaut» предлагает интересный поворот: Гавейн отрезает человеку голову, а затем стягивает его волшебный плащ прежде, чем он сможет его заменить, что и убивает его. Похожая история, на этот раз приписываемая Ланселоту, появляется во французском произведении XIII века «Perlesvaus».
В произведении XV века «Турок и Гавейн» при дворе Короля Артура появляется турок и предлагает схожее с Зелёным Рыцарем пари. Гавейн принимает вызов, а затем вынужден следовать за турком, пока тот не решит нанести удар. Много времени спустя турок просит рыцаря отрезать ему голову, что и делает Гавейн. После, выживший турок хвалит Гавейна и осыпает его дарами.
«Карл из Карлайла» (XVII в.) также схож с «Сэром Гавейном и Зелёным Рыцарем» — Карл предлагает Гавейну отрубить ему голову в обмен на возможность после самому нанести удар. В отличие от сюжета «Сэра Гавейна и Зелёного Рыцаря», Карл остается жив после удара Гавейна, но не наносит ответный удар.
Среди всех этих историй «Сэр Гавейн и Зелёный рыцарь» — единственная, где Зелёный рыцарь является полностью зелёным, а также единственная, где этот персонаж связывает своё преображение с Морганой Ле Фэй.
В нескольких произведениях также представлены рыцари, изо всех сил пытающиеся предотвратить их соблазнение женщинами. Среди них: «Идер», цикл «Ланселот-Грааль», «Hunbaut» и «Рыцарь Меча». Параллель с Зелёным Рыцарем в этих историях — Король, проверяющий рыцаря, останется ли он целомудренным в неожиданных экстремальных обстоятельствах. Женщина, которую он посылает, иногда является его женой (как в «Идере»), если он знает, что она неверна и будет искушать других мужчин; в «Рыцаре меча» король посылает свою дочь. Все персонажи, играющие роль Зелёного рыцаря, убивают неверных рыцарей, которые проваливают свои испытания.

## Символическое значение зелёного цвета
См. раздел в статье «Сэр Гавейн и Зелёный Рыцарь»

### Интерпретации
Зелёный рыцарь мог быть вариацией Зелёного человека — мифологического существа, связанного с природой в произведениях средневекового искусства, христианским символом или дьяволом. Некоторые исследователи считают, что Зелёный Рыцарь — воплощение Аида, а Гавейн, соответственно, — Геркулес, что сразу связывает историю с древнегреческой мифологией.
Также, существует мнение, что описание Зелёного Рыцаря предполагает рабство сатане. Например, борода бобрового оттенка намекает на аллегорическое значение бобров для христианской аудитории того времени, которые считали, что они «отреклись от мира и отдали дань дьяволу за духовную свободу». Другие исследователи рассматривают Зелёного Рыцаря как своего рода объединение Аида и Мессии, так как Рыцарь одновременно представляет добро и зло / жизнь и смерть.
Некоторым ученым описание Зелёного рыцаря при его входе во Двор Артура показалось гомоэротическим.
К. С. Льюис признал, что персонаж был «таким же ярким и конкретным, как и любой литературный образ», и далее описал его как:

живое «coincidentia oppositorum» (единство противоположностей); гигант, но при этом «прекрасный» рыцарь; столь же полный демонической энергии, как старый Карамазов, но в своём собственном доме, столь же веселый, как диккенсовский Рождественский хозяин; то проявляющий свирепость, столь радостную, что она почти добродушна, то столь возмутительную, что она граничит с жестокостью; наполовину мальчик / Шут в своих криках, смехе и прыжках; но в конце судящий Гавейна со спокойным превосходством ангельского существа.

Зелёный Рыцарь также может быть интерпретирован как смесь двух традиционных фигур в романских и средневековых повествованиях, а именно: «литературный Зелёный человек» и «литературный дикий человек». «Литературный Зелёный человек» означает «молодость, природную энергию и любовь», тогда как «литературный дикий человек» представляет «враждебность к рыцарству», «демоническое» и «смерть».

### Зелёный Джек
Зелёный Рыцарь также сравнивается с английской праздничной фигурой «Jack in the green». «Джек» является частью традиции первомайских праздников в некоторых частях Англии, но его связь с рыцарем обнаруживается главным образом в дербиширской традиции Каслтон-Гарленда. В этой традиции некий Джек в Зелёном, известный как Король гирлянд, проезжает через город на лошади, одетый в колоколообразную гирлянду из цветов, которая покрывает всю верхнюю часть его тела, а за ним следуют молодые девушки, одетые в белое, которые время от времени танцуют. На вершине королевской гирлянды — «королева», букет из ярких цветов. Короля также сопровождает его элегантно одетая супруга; до 1956 года «женщина» всегда была мужчиной в женской одежде. В конце церемонии букет «королева» снимается с гирлянды, чтобы его поместили на военный мемориал города. Затем король гирлянд едет к церковной башне, где гирлянду поднимают по стене и насаживают на шпиль. Из-за природного образа Зелёного рыцаря церемония была интерпретирована как, вероятно, знаменитая сцена обезглавливания в поэме «Сэр Гавейн и Зелёный рыцарь». В этом случае перемещение букета символизирует потерю рыцарем головы.

## Зелёная Часовня
В поэме «Сэр Гавейн и Зелёный рыцарь», когда рыцарю отрубают голову, он говорит Гавейну, чтобы тот встретил его в Зелёной часовне, отметив, что все поблизости знают, где она находится. Проводник, который должен привести Гавейна туда из замка Бертилака, пугается, когда они приближаются к ней, и просит Гавейна повернуть назад. Последняя встреча в Зелёной часовне заставила многих исследователей искать в ней религиозные связи, где рыцарь исполнял священническую роль, а Гавейн — роль кающегося грешника. Зелёный Рыцарь в конечном счете, в этой интерпретации, судит Гавейна как достойного рыцаря и позволяет ему жить, играя священника, Бога и судью одновременно.
Часовня рассматривается Гавейном как злое место: предчувствие, «самая проклятая церковь», «место, где дьявол читает заутреню»; но, когда таинственный рыцарь сохраняет Гавейну жизнь, тот немедленно берет на себя роль кающегося священника или судьи, как в настоящей церкви. Зелёная часовня также может быть связана с рассказами о сказочных холмах или холмах более ранней кельтской литературы. Некоторые исследователи задавались вопросом, относится ли «Hautdesert» к Зелёной часовне, поскольку это означает «высокий Эрмитаж»; но эта связь у большинства вызывает сомнения. Что касается места расположения часовни, то в поэме «The Greene Knight» место жительства сэра Бредбедла описывается как «замок Хаттон», что заставляет предполагать связь с поместьем Хаттон в Сомерсете. Путешествие Гавейна ведёт его прямо в центр области диалекта Жемчужного поэта, где предположительно расположен замок Хаутдезерта и Зелёная часовня. Замок, как полагают, находится в районе Swythamley в Северо-Западном Мидленде (где и проживал писатель), это место соответствует особенностям земли, описанным в стихотворении. Считается, что Зелёная часовня находится либо в церкви Луда, либо в Веттон-Милле. Ральф Эллиот, в свою очередь, нашёл часовню, которую ищет рыцарь, рядом со старым особняком в парке Суитемли.

## Зелёный рыцарь в кино
См. раздел «Кинематограф» в статье «Сэр Гавейн и Зелёный Рыцарь»